# Gong Lijiao
Gong Lijiao (en chinois : 巩立姣 ; née le 24 janvier 1989 dans la ville-district de Luquan, Shijiazhuang) est une athlète chinoise, spécialiste du lancer du poids, championne du monde en 2017 à Londres et en 2019 à Doha. Elle est également médaillée d'or aux Jeux olympiques de 2020, médaillée d'argent aux Jeux olympiques de 2012 et médaillée de bronze aux Jeux olympiques de 2008.

## Biographie

### Premières médailles internationales (2008-2011)

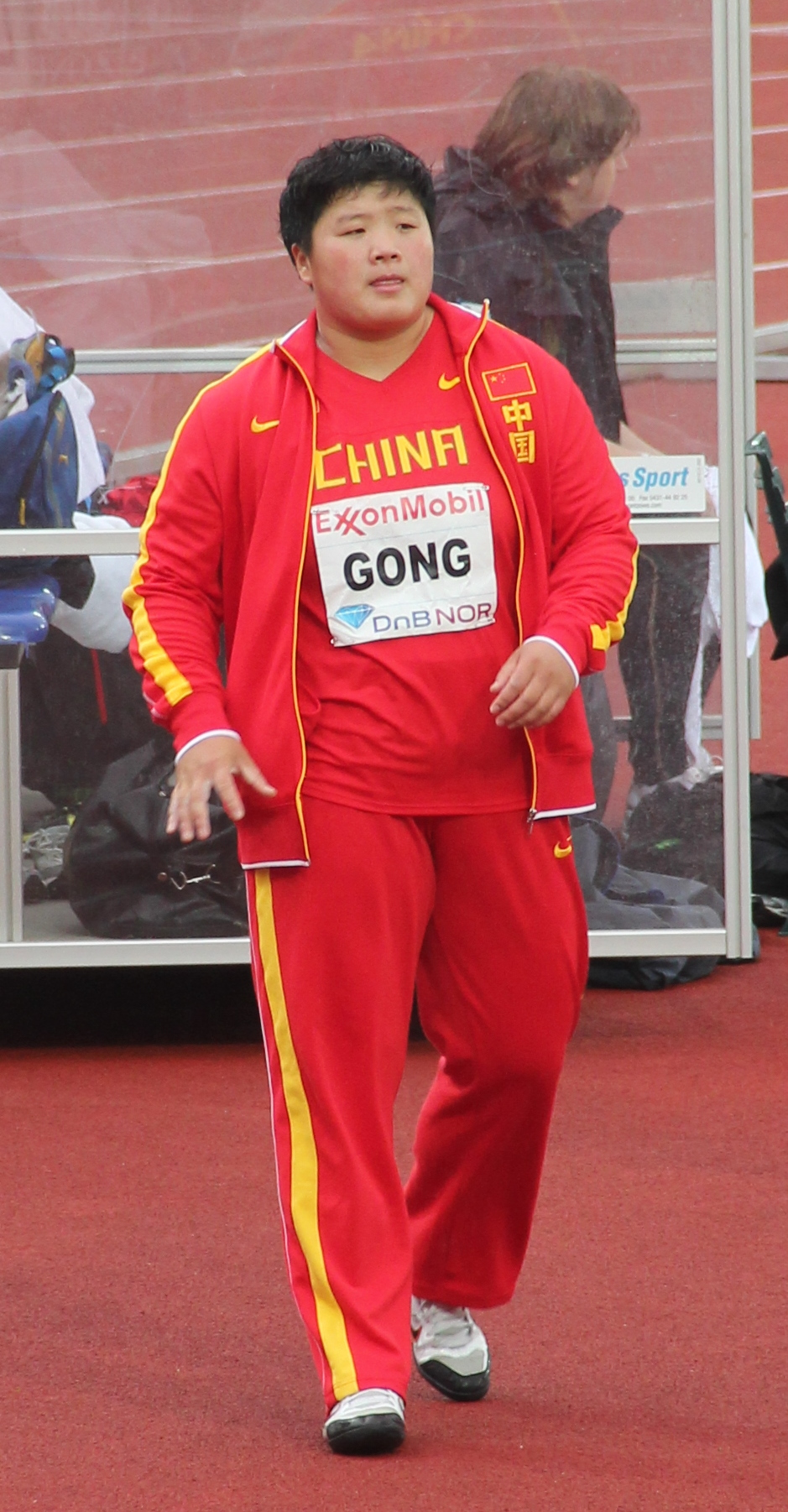
Gong Lijiao en 2011 lors du meeting des Bislett Games.

Pour ses débuts en compétition internationale, à Osaka, elle est finaliste (7e) aux championnats du monde d'athlétisme 2007. L'année suivante, aux Jeux olympiques de Pékin, elle porte son record à 19,46 m lors des qualifications, soit la meilleure mesure en Chine depuis plus d'une décennie. En finale, elle termine initialement 5e avec un jet à 19,20 m, mais profite des disqualifications successives pour dopage des Biélorusses Natallia Mikhnevich et Nadzeya Ostapchuk en 2016 et 2017 pour récupérer la médaille de bronze. 
En 2009, elle remporte la médaille de bronze des championnats du monde d'athlétisme 2009 de Berlin en améliorant de 7 cm son record personnel avec un jet à 19,89 m, devancée par la Néo-Zélandaise Valerie Vili et l'Allemande Nadine Kleinert. 
Aux Jeux nationaux en Chine, elle améliore son record personnel en le portant à 20,35 m, devenant ainsi une des dix meilleures Chinoises de tous les temps dans sa spécialité.
En fin de saison, la Chinoise devient championne d'Asie grâce à un jet à 19,04 m. 
Aux Mondiaux de Daegu en 2011, elle échoue initialement au pied du podium mais elle profite encore une fois de la disqualification pour dopage de Nadzeya Astapchuk pour décrocher sa deuxième médaille de bronze consécutive avec un lancer à 19,97 m.

### Spécialiste des médailles d'argent (2012-2016)
En 2012, lors des Jeux olympiques de Londres, la Chinoise finit dans un premier temps 4e (avec un jet à 20,22 m) mais obtient la médaille de bronze après que la médaillée d'or Nadzeya Astapchuk a été contrôlée positive. Cette médaille de bronze se transformera en médaille d'argent en 2016 avec le déclassement pour dopage de la Russe Yevgeniya Kolodko. En 2013, elle décide de partir en Allemagne à Neubrandenbourg et de s'entraîner avec Dieter Kollark. En août, elle empoche la médaille de bronze des Championnats du monde de Moscou avec un jet à 19,95 m, derrière Valerie Adams et Christina Schwanitz puis remporte ce même métal en mars 2014 à l'occasion des Championnats du monde en salle de Sopot, toujours derrière Adams et Schwanitz.
Encore une fois médaillée d'argent aux championnats du monde de Pékin en 2015 derrière Schwanitz, Gong Lijiao améliore son record personnel à 20,43 m le 21 mai 2016, à Halle, mais ne finit que 4e en finale des Jeux olympiques de Rio (19,39 m).

### La consécration avec deux titres mondiaux consécutifs (2017-2019)
Le 17 mai 2017, elle s'impose au meeting de Shanghai avec 19,46 m. En juillet, elle établit la meilleure performance mondiale de l'année avec un lancer à 20,11 m à Böhmenkirch.
Le 9 août 2017, elle est sacrée championne du monde aux Mondiaux de Londres avec un jet à 19,94 m, remportant enfin la médaille d'or après 6 médailles internationales. Elle devance sur le podium les médaillées olympiques 2016 Anita Márton (Hongrie, 19,49 m) et Michelle Carter (États-Unis, 19,14 m). Le 24 août, lors du Weltklasse Zürich, étape finale de la Ligue de diamant et dans une nouvelle formule où le vainqueur de la finale remporte le trophée, elle décroche le titre avec 19,60 m devant Anita Márton.
Le 2 mars 2018, Gong Lijiao décroche la médaille de bronze des championnats du monde en salle de Birmingham avec un jet à 19,08 m, battue par la Hongroise Anita Márton (19,62 m) et la Jamaïcaine Danniel Thomas-Dodd (19,22 m). En plein air, elle reprend la compétition estivale avec des compétitions locales en Chine, qu'elle remporte avec 19,51 m et 19,16 m. Le 12 mai, pour sa rentrée internationale au Shanghai Golden Grand Prix, étape de la ligue de diamant, elle s'impose en frôlant la barre des 20 mètres, 19,99 m exactement.
Le 26 août, elle conserve son titre aux Jeux asiatiques, à Jakarta, grâce à un lancer à 19,66 m, deux mètres devant sa compatriote Gao Yang (17,63 m). Quatre jours plus tard, dans les rues de Bruxelles, Gong remporte pour la seconde année consécutive la finale de la ligue de diamant 2018, avec 19,83 m, devant Raven Saunders (19,64 m) et Christina Schwanitz (19,50 m).
Championne d'Asie 2019 à Doha en avril, elle décroche début octobre dans la capitale qatarie son deuxième titre mondial lors des championnats du monde 2019, avec 19,55 m, sa sixième médaille mondiale consécutive.

### Championne olympique à Tokyo et nouvelles médailles planétaires (2021-2023)
Aux Jeux olympiques de Tokyo de 2020, la Chinoise s'empare du dernier titre qui manquait à son palmarès en s'offrant la médaille d'or avec un jet à 20,58 m, nouveau record personnel. Seule athlète à lancer à plus de 20 mètres dans ce concours, elle devance largement l'Américaine Raven Saunders (19,79 m) et la Néo-Zélandaise Valérie Adams (19,62 m).

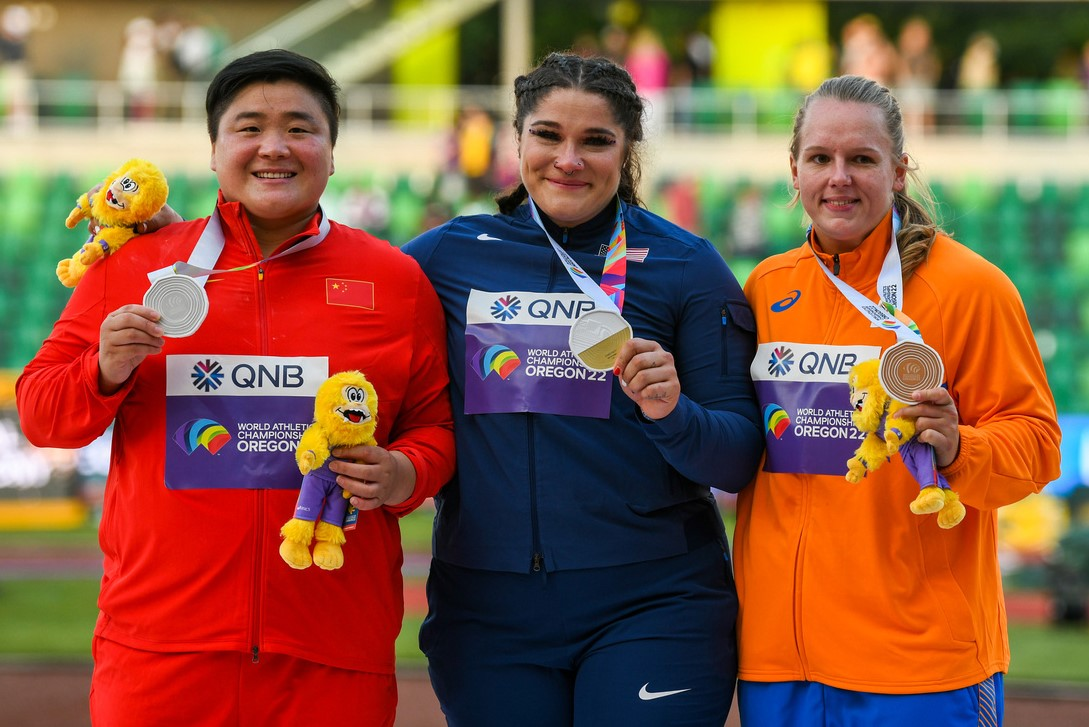
Podium des championnats du monde 2022 : Gong Lijiao (argent), Chase Ealey (or) et Jessica Schilder (bronze).

En 2022 et 2023, Gong ajoute à sa collection ses septième et huitième breloques planétaires, faisant d'elle la lanceuse de poids la plus médaillée de l'histoire des Mondiaux. Aux championnats du monde à Eugene, elle s'adjuge d'abord la médaille d'argent avec un jet à 20,39 m, s'inclinant seulement devant l'Américaine Chase Ealey, puis aux Mondiaux de Budapest, elle se pare de bronze en réalisant 19,69 m, derrière Ealey et la Canadienne Sarah Mitton.

## Palmarès
| Date | Compétition                    | Lieu             | Résultat | Marque  |
| ---- | ------------------------------ | ---------------- | -------- | ------- |
| 2007 | Championnats du monde          | Osaka            | 6e       | 18,66 m |
| 2008 | Championnats d'Asie en salle   | Doha             | 1re      | 18,12 m |
| 2008 | Jeux olympiques                | Pékin            | 3e       | 19,20 m |
| 2009 | Championnats d'Asie            | Guangzhou        | 1re      | 19,04 m |
| 2009 | Championnats du monde          | Berlin           | 3e       | 19,89 m |
| 2010 | Championnats du monde en salle | Doha             | 6e       | 18,64 m |
| 2010 | Coupe continentale             | Split            | 2e       | 20,13 m |
| 2010 | Jeux asiatiques                | Canton           | 2e       | 19,67 m |
| 2011 | Championnats du monde          | Daegu            | 3e       | 19,97 m |
| 2012 | Jeux olympiques                | Londres          | 2e       | 20,22 m |
| 2013 | Championnats du monde          | Moscou           | 3e       | 19,95 m |
| 2014 | Championnats du monde en salle | Sopot            | 3e       | 19,24 m |
| 2014 | Coupe continentale             | Marrakech        | 3e       | 19,23 m |
| 2014 | Jeux asiatiques                | Incheon          | 1er      | 19,06 m |
| 2015 | Championnats du monde          | Pékin            | 2e       | 20,30 m |
| 2016 | Jeux olympiques                | Rio de Janeiro   | 4e       | 19,39 m |
| 2017 | Championnats du monde          | Londres          | 1re      | 19,94 m |
| 2017 | Ligue de diamant               | Ligue de diamant | 1re      | 19,60 m |
| 2018 | Championnats du monde en salle | Birmingham       | 3e       | 19,08 m |
| 2018 | Coupe du monde                 | Londres          | 1re      | 19,90 m |
| 2018 | Jeux asiatiques                | Jakarta          | 1re      | 19,66 m |
| 2018 | Ligue de diamant               | Ligue de diamant | 1re      | 19,83 m |
| 2018 | Coupe continentale             | Ostrava          | 3e       | 19,63 m |
| 2019 | Championnats d'Asie            | Doha             | 1re      | 19,18 m |
| 2019 | Ligue de diamant               | Ligue de diamant | 1re      | 20,31 m |
| 2019 | Championnats du monde          | Doha             | 1re      | 19,55 m |
| 2021 | Jeux olympiques                | Tokyo            | 1re      | 20,58 m |
| 2022 | Championnats du monde          | Eugene           | 2e       | 20,39 m |
| 2023 | Championnats du monde          | Budapest         | 3e       | 19,69 m |
| 2023 | Jeux asiatiques                | Hangzhou         | 1re      | 19,58 m |
| 2024 | Jeux olympiques                | Paris            | 5e       | 19,27 m |

## Records
| Épreuve         | Épreuve   | Marque  | Lieu    | Date          |
| --------------- | --------- | ------- | ------- | ------------- |
| Lancer du poids | Plein air | 20,58 m | Tokyo   | 1er août 2021 |
| Lancer du poids | En salle  | 19,93 m | Chengdu | 19 mars 2011  |